# Татьков Віктор Іванович
Татьков Віктор Іванович (29 квітня 1956, село Новогнатівка Волноваського району Сталінської (нині Донецької) області) — український суддя, колишній голова Вищого господарського суду України (2010—2014). Кандидат юридичних наук, заслужений юрист України.

## Освіта, наукові досягнення
1976-1982 — навчався в Ростовському університеті, юридичний факультет.
Кандидатську дисертацію на тему «Правова природа, склад і зміст установчих документів акціонерного товариства» захистив у 2003 в Інституті економіко-правових досліджень НАНУ.

## Кар'єра
1974 — учень автослюсаря на Докучаєвському флюсо-доломітному комбінаті.
1974—1976 — строкова служба в армії.
1976—1982 — слюсар Донецького авторемзаводу № 1.
1982—1990 — правовий інспектор, головний правовий інспектор праці Донецької обласної ради профспілок.
1991—1992 — головний правовий інспектор-референт комісії з трудового права та зайнятості Донецької обласної ради профспілок.
1992—1994 — завідувач юридичним відділом Донецької облдержадміністрації.
1994—2001 — заступник голови Арбітражного, потім Господарського суду Донецької області.
З серпня 2001 року — суддя Донецького апеляційного господарського суду.
2001—2010 — голова Донецького апеляційного господарського суду.
З серпня 2010-го — суддя Вищого господарського суду України.
2010—2014 — голова Вищого господарського суду України.
2010—2014 — член Вищої ради юстиції (обраний за квотою Всеукраїнської конференції працівників прокуратури).
29 вересня 2016 Верховна Рада України звільнила Віктора Татькова з посади судді, оскільки він підпадає під дію Закону «Про очищення влади» за порушення вимог щодо несумісності.
У наступні роки Віктор Татьков безрезультатно намагався оскаржити свою люстрацію в українських судах, проте 4 червня 2019 Велика палата Верховного суду визнала незаконною і скасувала постанову Верховної ради про звільнення Татькова з посади судді Вищого господарського суду України.
3 вересня 2019 Вища рада правосуддя звільнила Татькова з посади судді Вищого господарського суду України з підстав порушення вимог щодо несумісності.

## Звання і нагороди
Суддя першого кваліфікаційного класу (2005). Заслужений юрист України (2002). Нагороджений орденом «За заслуги» ІІІ ступеня (2006), орденом Князя Ярослава Мудрого V ступеня (2009).
Почесний працівник арбітражного суду України (2000). Почесна відзнака Вищого господарського суду України II ст. (2001). Почесний працівник господарського суду України. Почесна відзнака Вищої ради юстиції (2002). Почесна грамота КМ України (12.2003).

## Родина
Батько Челаков Іван Іванович (нар. 1917) — пенсіонер; мати Татькова Олена Іллівна (1914—1985); дружина Зоя Федорівна (1959) — директор Донецького регіонального відділення Національної школи суддів України, викладач економіко-правового факультету Донецького національного університету; дочка Олена (1980) — начальник юридичного відділу ПП «Юст»; син Богдан (1990).
В. Татькова називають кумом колишнього Президента України Януковича і колишнього генпрокурора Пшонки.
За повідомленнями ЗМІ, Татьков фінансував музичну кар'єру своєї співмешканки, співачки Ярослави Красильнікової, на яку він оформив частину своїх активів і рахунків.

## Кримінальне переслідування
Віктора Татькова ЗМІ звинувачують у створенні (спільно з суддями ВГСУ Ємельяновим А. С. та Темкіжевим І. Х.) потужних корупційних схем за часів його перебування на чолі Вищого господарського суду. За неофіційними підрахунками, «прибуток» від цієї діяльності становив понад 10 млрд дол.
18 жовтня 2016 року Генеральна прокуратура України повідомила йому про підозру в незаконному втручанні в автоматизовану систему розподілу судових справ, а 19 грудня — оголосила в розшук. На той час Татьков перебував на лікуванні в Німеччині, після чого до України не повернувся.
У 2018 році колишній суддя звернувся до влади Австрії з проханням про надання притулку під загрозою екстрадиції в Україну.
Український суд надав дозвіл на затримання Татькова 4 квітня 2018 року, а 13 вересня 2019 новостворений Вищий антикорупційний суд заочно арештував його.
ГПУ звинувачує Татькова також у втручанні в діяльність судових органів, постановлення завідомо неправосудного рішення, та домагається його екстрадиції з ЄС. У власності Татьков та його оточення має щонайменше 143 об'єкти, на які було накладено арешт Вищим антикорупційним судом. Всі об'єкти знаходяться на Київщині та в Києві.
За даними слідства, в інтересах Татькова вчиняв злочинні дії, зокрема, голова Конституційного Суду України Олександр Тупицький.